# 西垂宫
西垂宫，也称西犬丘，位于甘肃陇南市礼县永兴镇、西和县长道镇范围内。是春秋时期秦国第一个行政中心，秦襄公、秦文公均居西垂宫。

## 沿革
秦人的祖先最早生活在犬丘（今天水西南部）一带，是一个以畜牧业为主的部落。犬丘，又名西犬丘，西垂。汉置西县。
《史记正义》引《括地志》云：“西垂在秦州上邽西南九十里，汉陇西西县是也”。《汉书·地理志》陇西郡属县中确有西县，新莽时改名曰“西治”，东汉时又复称“西县”。《禹贡》：“嶓冢山，西汉所出”。《后汉书·郡国志》：“西故属陇西，有嶓冢山、西汉水”。《索隐》：“嶓冢山在陇西西县，汉水所出也”。这为确定西县故城的位置不仅有方位，距离可参，又有山水可依。嶓冢山是今天水东南的齐寿山。西汉水源于嶓冢山的西麓。上游流入嘉陵江，南入长江。
《水经·漾水注》云：“西汉水又西南、合杨廉川、水出西谷、众川泻流，合成一川，东南流迳西县故城北”。（秦庄公伐西戎破之，周宣王与其大骆犬丘之地，为西垂大夫，亦西垂宫也），《水经注》这段记载实质指出了犬丘，西垂的所在位置。即现在甘肃礼县永兴镇红土嘴至文家村、永兴村、蒙张村、龙槐村、赵坪村、爷池村；西和县长道镇西团村、龙八村、宁家村等属地范围内。